# ایستگاه متروی دانشگاه استکهلم
ایستگاه متروی دانشگاه استکهلم (سوئدی: Universitetet metro station) یک ایستگاه مترو در شهر استکهلم، سوئد است.
این ایستگاه که در سال ۱۹۷۵ تأسیس شده جزئی از خط ۱۴ متروی استکهلم محسوب می‌شود.

## نگارخانه

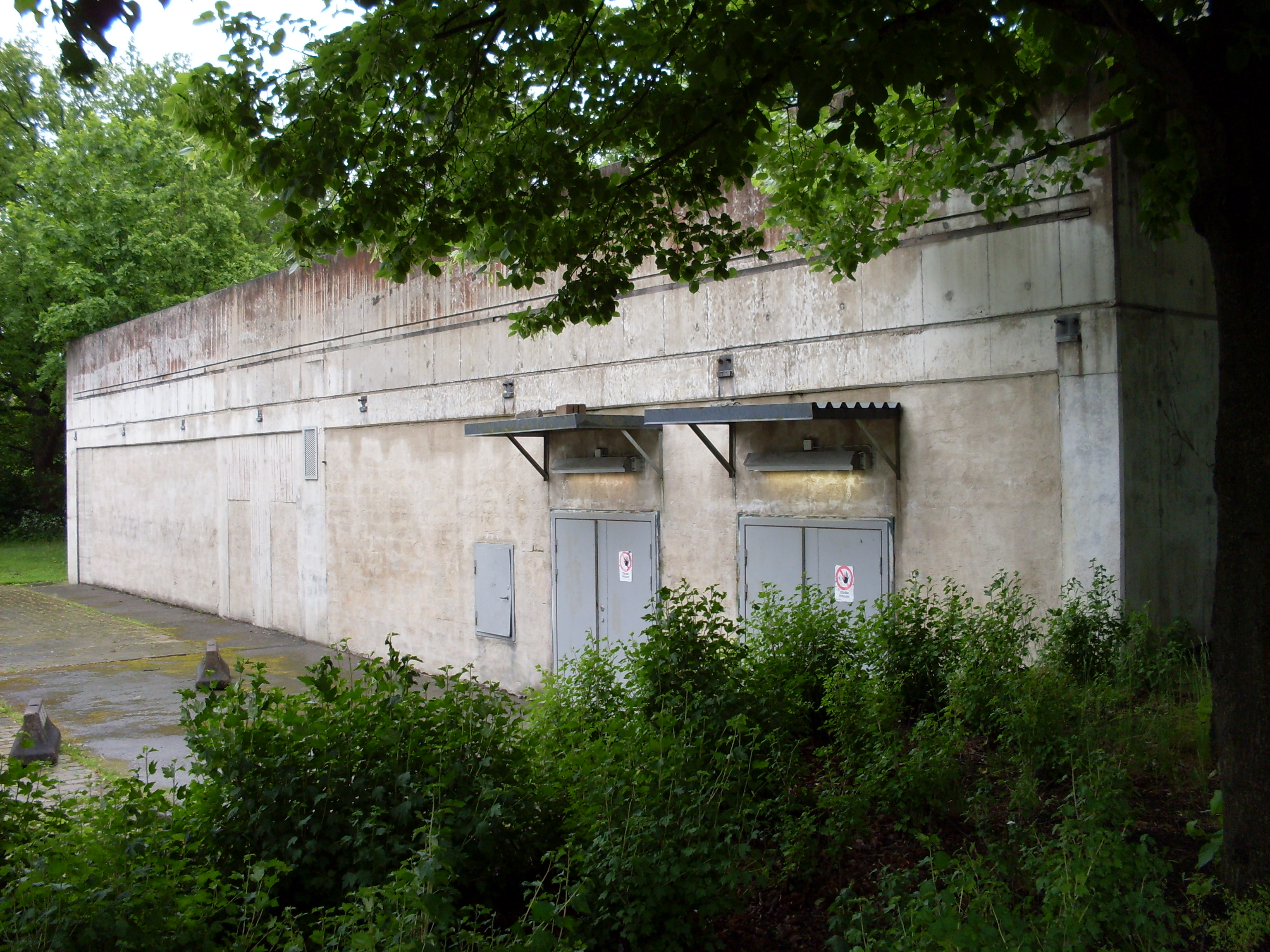
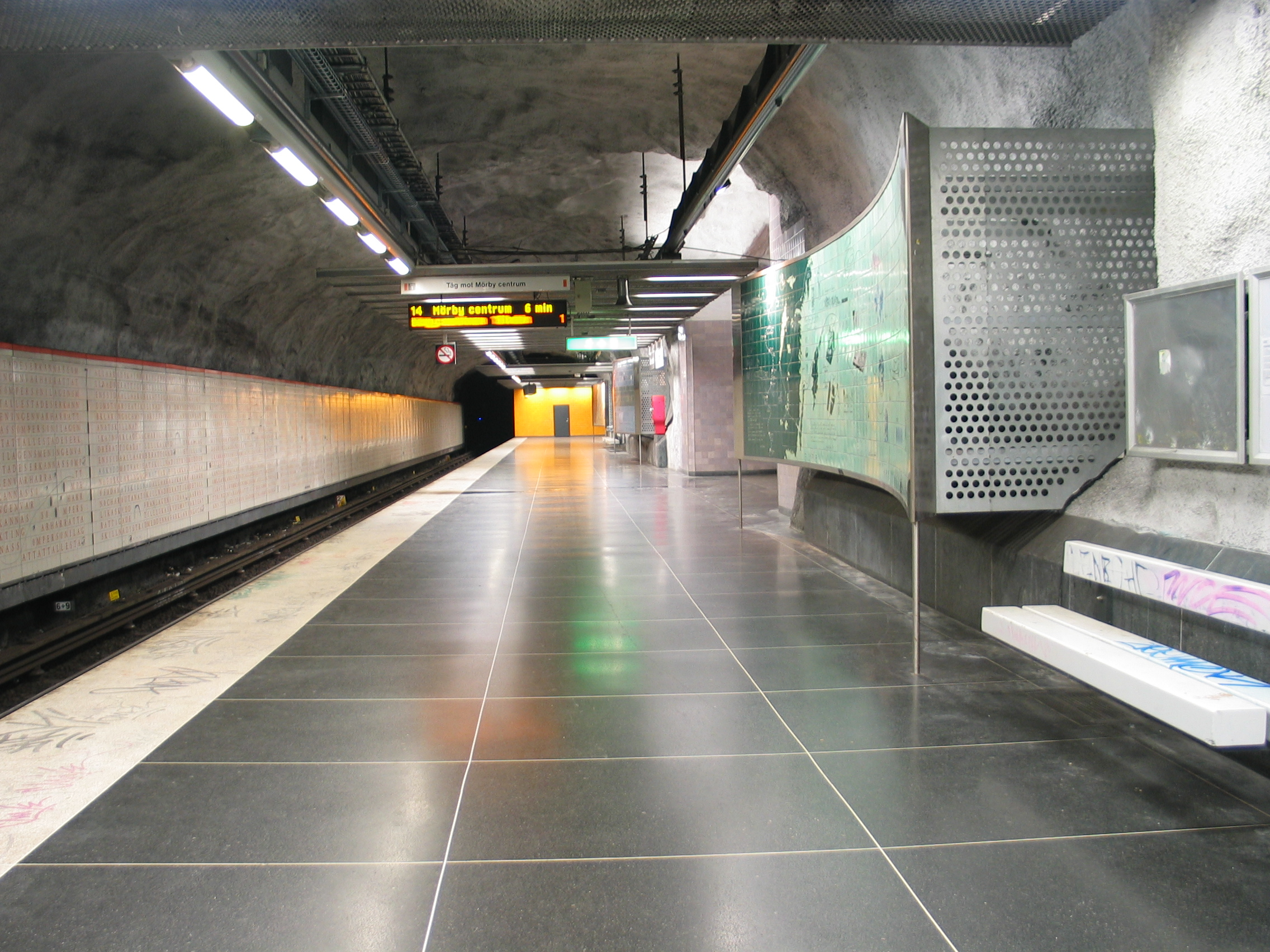
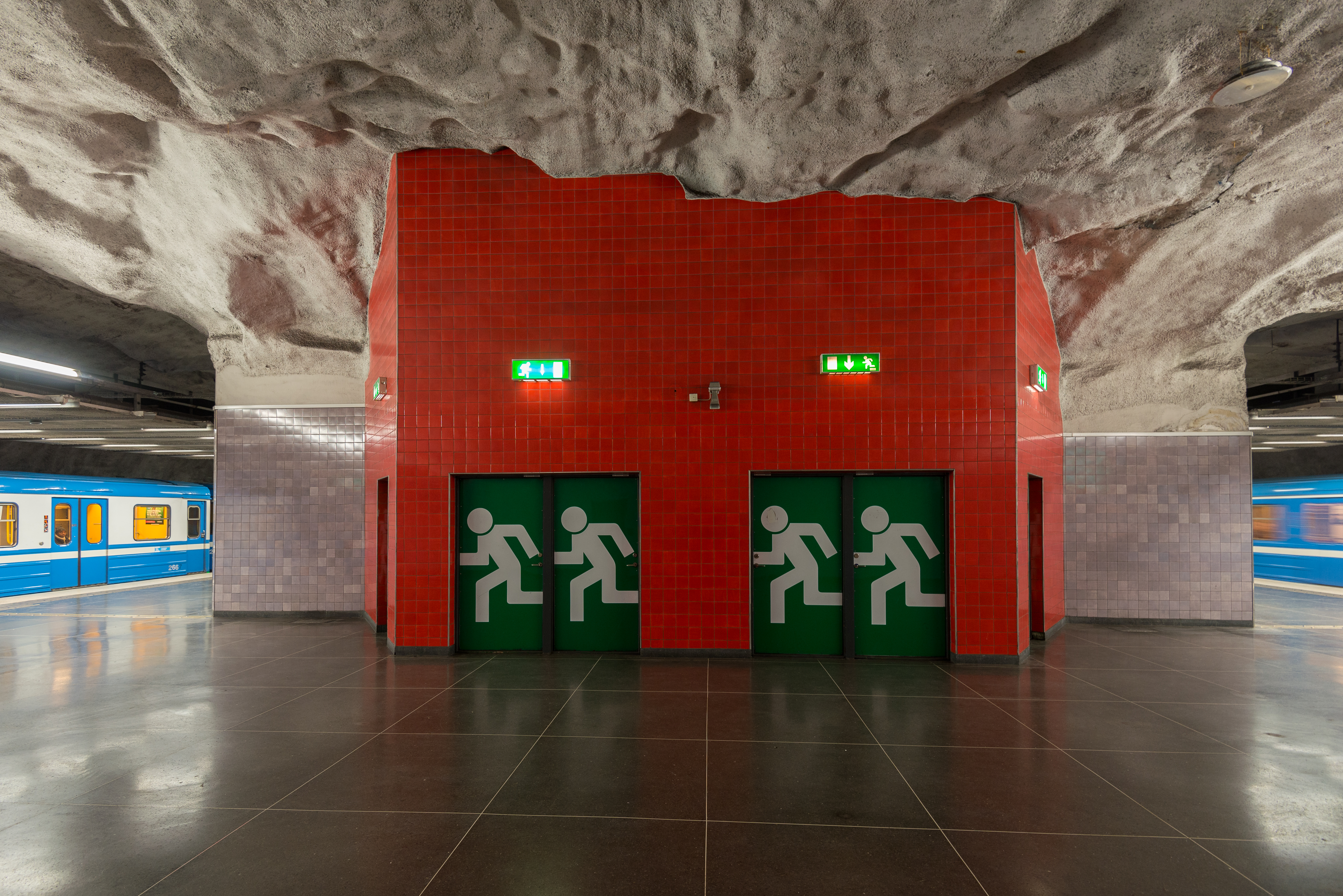
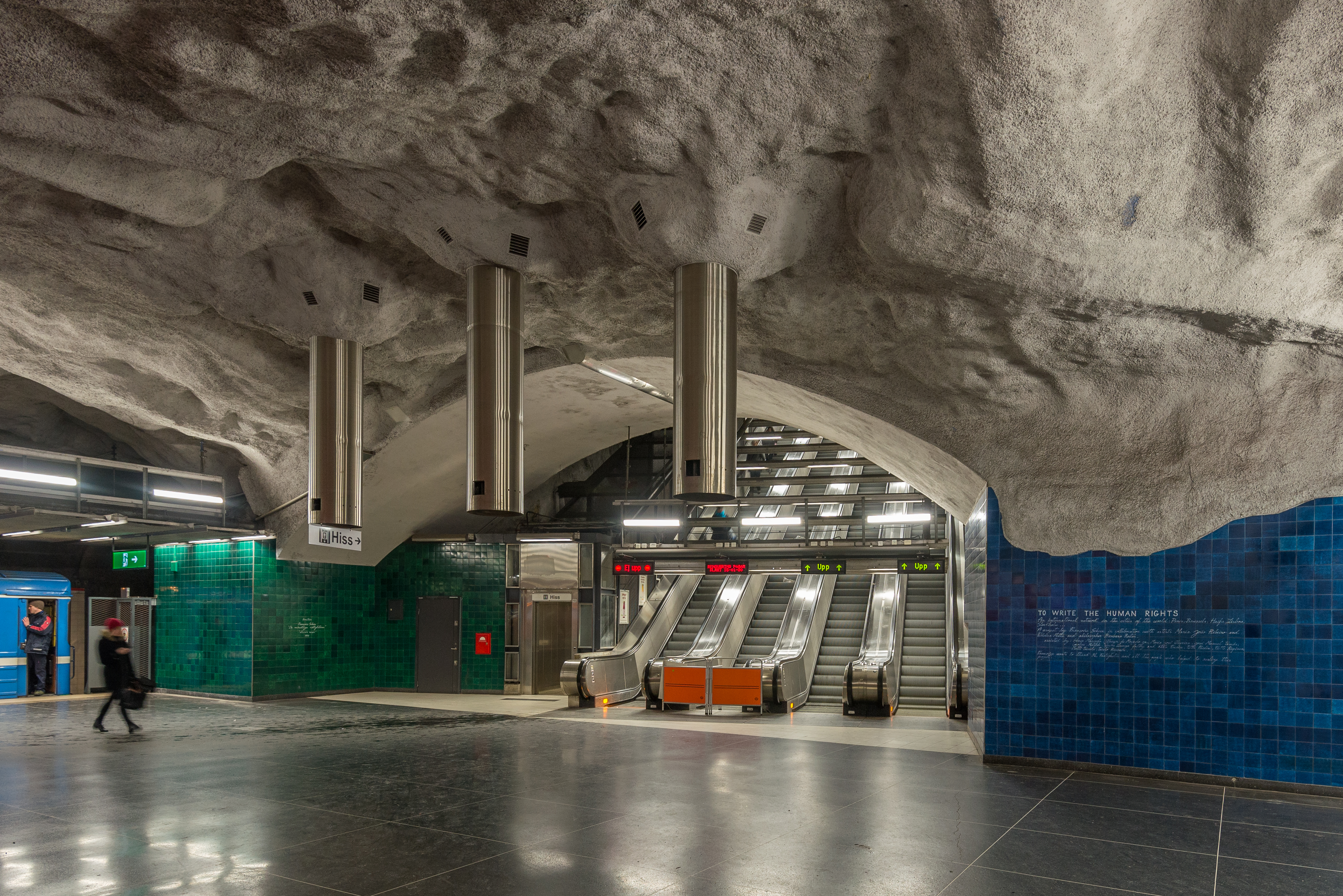